# Un americano tranquillo (film)
Un americano tranquillo è un film statunitense drammatico del 1958 diretto da Joseph L. Mankiewicz.  Il soggetto del film è tratto dall'omonimo romanzo di Graham Greene.
Nel 2002 ne è stato realizzato il remake, The Quiet American, per la regia di Phillip Noyce, con Michael Caine e Brendan Fraser, rispettivamente nelle parti di Thomas Fowler e di Alden Pyle.

## Trama
L'azione si svolge a Saigon nel 1952, quando il Vietnam era ancora una colonia francese e nel nord del paese avanzava la ribellione comunista (Viet Minh).
Il cinico e maturo reporter inglese, molto noto nel mondo giornalistico di Saigon, Thomas Fowler, da tempo sul campo, ha lasciato a Londra la moglie inglese e convive a Saigon con una giovanissima e bella vietnamita, Phuong. Gli capita d'incontrare un giovane ed entusiasta americano, Alden Pyle, il quale è venuto a Saigon convinto di poter promuovere una "terza via" per il popolo vietnamita, al momento costretto a scegliere fra il colonialismo francese e la dittatura comunista.
L'entusiasmo dell'americano è contagioso e Phuong, esacerbata dal comportamento falso di Fowler, che le racconta di aver ricevuto con una lettera da Londra il via libera dalla moglie per il divorzio, condizione necessaria per sposare Phuong, mentre la realtà è l'esatto contrario, lo lascia per il giovane ed affascinante americano. Fowler, che comunque ha mantenuto qualche freddo rapporto con Alden, viene avvicinato da un certo Heng, che lo convince che l'americano altro non è che un agente che fornisce esplosivo plastico al generale Thé, un vietnamita che utilizza un esercito personale per combattere sia i francesi che i Viet Mihn: una strage d'innocenti su una piazza di Saigon lo convince ad aiutare Heng, che fa capire di essere lui stesso un Viet Mihn. Su proposta di Heng, attira quindi il giovane Alden in un trabocchetto e questi viene assassinato. Ma le cose non stavano proprio così ed un lungo colloquio con l'ispettore della polizia francese Vigot diviene rivelatore. Fowler, tormentato dal rimorso di aver contribuito all'assassinio di un innocente, riceve una lettera dalla moglie, che gli comunica di aver cambiato idea e di accettare il divorzio. Rincuorato, tenta a questo punto di recuperare Phuong, ma questa gli si negherà e lui rimarrà senza moglie e senza amante.

## Produzione
Il film fu prodotto dalla Figaro. Dopo le riprese iniziali a Saigon, dove la produzione incontrò diversi problemi legati al clima e alcune location, il film venne completato a Cinecittà e le riprese, iniziate il 28 gennaio 1957, durarono fino alla fine di aprile.
Nel suo romanzo lo scrittore inglese si dimostrava alquanto critico riguardo l'inizio di una certa ingerenza statunitense nel paese asiatico, ma questo aspetto venne completamente rimosso nel film. Anche grazie a questo cambio, l'attore statunitense Audie Murphy accettò la parte, non volendo infatti interpretare una storia che fosse contro il suo paese.
Il ruolo della giovane vietnamita Phuong venne affidato alla ventenne Giorgia Moll, di nazionalità italiana, mentre la sorella fu interpretata da Kerima, attrice dal fascino esotico ma di nazionalità francese.

## Distribuzione
Distribuito dall'United Artists, uscì nelle sale cinematografiche USA l'8 febbraio 1958 dopo essere stato presentato in prima a New York il 4 5 febbraio.